# 戎岡淳一
戎岡 淳一（えびすおか じゅんいち、1981年1月10日 - ）は、日本のプロボクサー。兵庫県明石市出身。実兄である戎岡彰も元プロボクサー。

## 来歴
明石ボクシングジムに所属し、明石西高校3年2学期1998年12月22日、プロデビューし、4R判定勝ちを収めた。
2000年9月7日、西日本新人王決勝戦まで出場するも6R判定負けし、準優勝となった。
2005年9月11日、元世界王者のピチット・チョーシリワットに8RTKO勝ちし、世界ランカーに浮上。
2006年4月16日、増田晃信の保持する日本ライトフライ級王座に挑戦するも、10R引き分けで王座獲得ならず。
2007年1月13日、元OPBF王者で世界挑戦経験者の山口真吾と対戦し、10R判定負けを喫した。
2007年4月6日、WBC世界フライ級王者ポンサクレック・クラティンデーンジムの17度目の防衛戦の相手に指名され、世界挑戦することが決定していたが、前哨戦である山口戦に敗北したことや世界ランク外であったことを理由にWBCの認可が下りず、代役を清水智信が務めることとなった。
2008年6月18日、バンコクにて王者オーレイドン・シスサマーチャイが持つWBC世界ミニマム級王座に挑戦するも9RTKOで敗れる。
2010年10月21日、神戸文化ホールにてOPBFライトフライ級王者宮崎亮（井岡）に挑戦したが11RTKOで敗れる。
2013年7月28日、神戸サンボーホールにて日本スーパーフライ級王者帝里木下（千里馬神戸）に挑戦したが、0-3（91－99、93－98、94－98）の判定で敗れた。